# Муй (озеро)
Муй — озеро на территории Муезерского городского поселения Муезерского района Республики Карелии.

## Общие сведения
Площадь озера — 4,6 км², площадь водосборного бассейна — 193 км². Располагается на высоте 192,9 метров над уровнем моря.
Берега озера каменисто-песчаные, местами заболоченные.
С северо-запада в озеро впадает река Хедь, несущая воды из озёр Хедо и Юленхедо.
Из озера берёт начало река Муезерка, впадающая в реку Чирко-Кемь.
К северо-западу от озера проходит автодорога местного значения 86К-176 («Тикша — Реболы»).
Код объекта в государственном водном реестре — 02020000911102000005186.